# バロック (大西順子のアルバム)
『BAROQUE』（バロック）は、ジャズ・ピアニストの大西順子が2010年に発表したアルバム。

## 収録曲
| #         | タイトル                                                             | 作詞      | 作曲                                       | 時間  |
| --------- | -------------------------------------------------------------------- | --------- | ------------------------------------------ | ----- |
| 1.        | 「トゥッティ」                                                       | -         | 大西順子                                   | 9:04  |
| 2.        | 「ザ・マザーズ（ホエア・ジョニー・イズ）」                           | -         | 大西順子                                   | 5:51  |
| 3.        | 「ザ・スルペニ・オペラ」                                             | -         | 大西順子                                   | 19:41 |
| 4.        | 「スターダスト」                                                     | -         | ホーギー・カーマイケル                     | 4:47  |
| 5.        | 「メディテーションズ・フォー・ア・ペア・オブ・ワイアー・カッターズ」 | -         | チャールス・ミンガス                       | 10:45 |
| 6.        | 「フラミンゴ」                                                       | -         | エドムンド・アンダーソン、テッド・グロウヤ | 9:48  |
| 7.        | 「ザ・ストリート・ビート / 52丁目のテーマ」                          | -         | チャーリー・パーカー / セロニアス・モンク  | 10:24 |
| 8.        | 「メモリーズ・オブ・ユー」                                           | -         | ユービー・ブレイク、アンディ・ラザフ       | 4:26  |
| 合計時間: | 合計時間:                                                            | 合計時間: | 74:48                                      |       |

## アルバム参加ミュージシャン
- 大西順子 - ピアノ
- ニコラス・ペイトン - トランペット
- ジェームス・カーター - テナー＆アルト・サックス、バス・クラリネット、フルート
- ワイクリフ・ゴードン - トロンボーン
- レジナルド・ヴィール - ベース (on 1-3, 5-7)
- ロドニー・ウィテカー - ベース (on 1, 3, 5, 7)
- ハーリン・ライリー - ドラムス
- ローランド・ゲレロ - コンガ

## 制作クレジット
- プロデューサー - 大西順子、玉盛邦則
- エグゼクティブ・プロデューサー - 加藤公隆 (Kimitaka Kato)、千葉和利 (Bad News)、川内寛子 (Hiroko Kawachi) (Universal Music)

- レコーディング、ミキシング・エンジニア - ジム・アンダーソン
- アシスタント・エンジニア - Ted Tuthill
- マスタリング・エンジニア - Alan Silverman

- カバー写真 - 蜷川実花
- アートディレクション、デザイン - Takuya Yamada
- スタイリスト - 里山拓斗

- コーディネーター - Kayoko "Coco" Seo, Kiyoko Murata
- マネージメント - 玉盛邦則、Nao Sekine
- A&R - 斉藤嘉久

## 受賞歴
- 「ALL ABOUT JAZZ：NEW YORK」ALBUMS OF THE YEAR[2]
- MercuryNews.com Best jazz CDs of 2010[3]

## リリース日一覧
| 地域 | リリース日    | レーベル                                 | 規格                       | カタログ番号  | 備考                           |
| ---- | ------------- | ---------------------------------------- | -------------------------- | ------------- | ------------------------------ |
| 日本 | 2010年7月28日 | Verve (ユニバーサル クラシックス&ジャズ) | 12cmCD                     | UCCJ-2081     |                                |
| 日本 | 2010年7月28日 | Verve (ユニバーサル クラシックス&ジャズ) | デジタル・ダウンロード     | 5099968636654 | mora AAC-LC 320kbps            |
| 日本 | 2010年7月28日 | Verve (ユニバーサル クラシックス&ジャズ) | デジタル・ダウンロード     | A32372438     | レコチョク                     |
| 日本 | 2010年7月28日 | Verve (ユニバーサル クラシックス&ジャズ) | デジタル・ダウンロード     | B00BJR3D0C    | アマゾン mp3                   |
| 日本 | 2010年7月28日 | Verve (ユニバーサル クラシックス&ジャズ) | デジタル・ダウンロード     | 8d6kgx6lkzrc  | MSN Music mp3                  |
| 日本 | 2010年7月28日 | Verve (ユニバーサル クラシックス&ジャズ) | デジタル・ダウンロード     | 381844688     | iTunes Store                   |
| EU   | 2010年8月25日 | Verve (ユニバーサル)                     | CD, デジタル・ダウンロード | JZ100825-17   |                                |
| 日本 | 2016年6月22日 | Verve (ユニバーサル クラシックス&ジャズ) | 12cmCD                     | UCCJ-4162     | 24ビットリマスタリング、SHM-CD |